# Palladio (Karl Jenkins)
Pour les articles homonymes, voir Palladio.
Palladio est un concerto grosso dans le style baroque de 1995, pour deux violons solistes et orchestre à cordes, du compositeur gallois contemporain Karl Jenkins. L’œuvre est enregistrée sur son album Diamond Music de 1996,, interprétée par des membres de l'Orchestre philharmonique de Londres, dirigé par lui-même. Il s'agit de l'un de ses plus célèbres succès mondiaux.

## Histoire
Karl Jenkins compose avec succès cette musique publicitaire mondiale, en 1993, pour les diamants De Beers « A Diamond Is Forever » (un diamant est éternel). Il complète ensuite cette musique du premier mouvement Allegretto, sous forme de concerto grosso baroque en 3 mouvements de 16 min, pour deux violons et orchestre à cordes, en s'inspirant de compositeurs maestros baroques italiens tels que Vivaldi ou Albinoni, et de l’esthétique de l'œuvre architecturale Renaissance italienne palladienne du XVIe siècle, de l’architecte italien Andrea Palladio (1508-1580), qui incarne selon lui « la célébration de la Renaissance de l'harmonie et de l'ordre, inspiré par l'architecte de l'antiquité classique Vitruve »,,, qui inspire l'Homme de Vitruve de Léonard de Vinci.  

## Structure
1. Allegretto
2. Largo
3. Vivace

## Reprises
Cette composition est reprise par de nombreux interprètes, dont :
- 2009 : le quatuor à cordes anglais Escala (en), pour leur 1er album Escala (album) (en) (2e place du UK Albums Chart)[8].

## Télévision et cinéma
- 1993 : série de publicités pour les diamants De Beers « A Diamond Is Forever » (un diamant est éternel).
- 2021 : publicité pour la coloration pour cheveux Préférence de L'Oréal Paris avec Kate Winslet.